# Derrick May
Pour les articles homonymes, voir May.
Derrick May (né le 6 avril 1963 à Détroit, dans le Michigan) est un musicien américain, considéré comme l'un des fondateurs du style techno.

## Biographie

### Jeunesse
Derrick May est un enfant unique né d'une mère célibataire à Détroit. Il commence à explorer la musique électronique très tôt dans sa vie. À l'âge de 13 ans, Derrick May commence à fréquenter le lycée de Belleville et se lie d'amitié avec Juan Atkins en 1981. Après une altercation, May se lie d'amitié avec Saunderson,. Atkins enseigne à May et Kevin Saunderson l'essence du DJing et forme un trio, Deep Space Soundworks, qui existe collectivement pour présenter leur musique préférée dans les fêtes et les clubs. Dans une interview accordée au magazine français Les Inrocks, May explique que les gens se moquaient de l'idée qu'ils étaient divertis par Kraftwerk et les sons disco, mais que « nous faisions notre truc et continuions à croire en nous, malgré tout ». Au lycée, Saunderson et Juan Atkins, un camarade de classe du lycée de Belleville, étaient des fans de DJ Charles « The Electrifying Mojo » Johnson.
Lorsque leurs carrières décollent, les trois jeunes hommes ouvrent leurs trois labels individuels, Metroplex pour Juan Atkins, KMS et Inner City pour Kevin Saunderson et Transmat/Fragil, tous situés sur Gratiot Ave, dans l'Eastern Market de Detroit, connu sous le nom de Techno Alley. 

### Carrière
« Notre musique, c'est la rencontre dans un même ascenseur de George Clinton et de Kraftwerk. Elle est à l'image de Détroit : une totale erreur. »

Il fonde en 1986 son propre label discographique, Transmat, qui permettra de lancer des artistes comme Carl Craig, Stacey Pullen, Kenny Larkin, et plus tard Aril Brikha. S'inspirant de Ken Collier, il se fait connaître en 1987 sous les pseudonymes Rhythim Is Rhythim et Mayday avec des titres comme Nude Photo, The Dance, et surtout Strings of Life (en). La compilation rétrospective Innovator sort en 1991. Il arrête toute production personnelle à partir de 1993 mais il collabore à quelques projets et poursuit une carrière internationale de DJ. Il participe en 1997 à l'album More Songs About Food and Revolutionary Art de Carl Craig (pour le morceau Frustration) et remixe divers morceaux techno.
En 2003 et 2004, il dirige une équipe choisie pour produire le Detroit Electronic Music Festival. Conçu à l'origine par Carl Craig, Derrick May y produit pendant 2 ans. Il nomme son mouvement Movement, en remplacement du Detroit Electronic Music Festival le long de la rivière de Détroit. Derrick May affirme que Carol Marvin a volé l'idée du festival à Carl Craig et à lui-même,.
The Belleville Three est un trio de DJ et producteurs regroupant Juan Atkins, Kevin Saunderson et Derrick May. Ils produisent une musique que May décrit de la façon suivante : « C’est comme si George Clinton et Kraftwerk se retrouvaient coincés dans un ascenseur avec seulement un synthétiseur pour leur tenir compagnie ».
Derrick May continue également à se produire régulièrement, jouant à l'international de nombreux week-ends. Pionnier de la techno, il produit ce qu'il appelle de la Hi-Tek Soul ou « George Clinton rencontrant Kraftwerk dans un ascenseur ». Il cite également Yellow Magic Orchestra, Ryūichi Sakamoto et Ultravox comme influences.

### Accusations d'agression sexuelle
En septembre 2020, May est accusé d'agression sexuelle par plusieurs femmes anonymes remontant au début des années 2000. May nie toutes les allégations,,,. En relation avec les accusations, il intente également un procès pour diffamation contre Michael James, un collaborateur sur la piste Strings of Life, qui, selon May, poursuivait une vendetta personnelle pour des redevances impayées. Le procès est annulé en février 2021,,. 

## Discographie partielle
- 1987 : Nude Photo (Transmat)
- 1987 : Strings of Life (Transmat)
- 1989 : Beyond the Dance (Transmat)
- 1990 : The Beginning (Transmat)
- 1992 : Relics - The Mixes (Transmat)
- Icon (Transmat)
- Kao-tic Harmony (Transmat)
- Innovator - Soundtrack for the Tenth Planet (Network Records)
- Derrick May - Innovator (Transmat, R&S Records, Sony Music)
- Mysterious Traveller (avec DJ Marcello) - Serenity (100% Pure)
- System 7  / Derrick May  - Mysterious Traveller (Beat Records)
- Mix Up Vol 5 (compilation mixée) (Sony Music)
- 1996 : The Dance